# Zelengrad
Zelengrad es una localidad de Croacia en el ejido de la ciudad de Obrovac, condado de Zadar.

## Geografía
Se encuentra a una altitud de 421 m s. n. m. a 283 km de la capital nacional, Zagreb.

## Demografía
En el censo 2011 el total de población de la localidad fue de 77 habitantes.
| Gráfica de población de Zelengrad 1857-2011                         |
|                                                                     |
| Según los censos de población de la oficina estadística de Croacia. |